# Plouharnel
Plouharnel ist eine französische Gemeinde mit 2272 Einwohnern (Stand 1. Januar 2022) im Département Morbihan in der Region Bretagne. Sie liegt im Norden der Bucht von Quiberon, drei Kilometer von Carnac entfernt. Vannes, der Sitz der Präfektur, liegt knappe 40 Kilometer östlich. Bei Plouharnel  befindet sich das größte Dünengebiet Frankreichs.
Der Bahnhof Plouharnel-Carnac liegt an der Bahnstrecke Auray–Quiberon. Die Straßenbahn La Trinité–Étel führte bis 1935 durch den Ort.
Am 16. Juli 1795 fand hier das Gefecht bei Plouharnel statt.

## Bevölkerungsentwicklung
| Jahr      | 1962 | 1968 | 1975 | 1982 | 1990 | 1999 | 2008 | 2019 |
| Einwohner | 1478 | 1487 | 1492 | 1525 | 1653 | 1699 | 1962 | 2214 |

## Sehenswürdigkeiten
- Kapelle Sainte-Barbe
- Dolmen von Rondossec an der Rue Hoche in Plouharnel

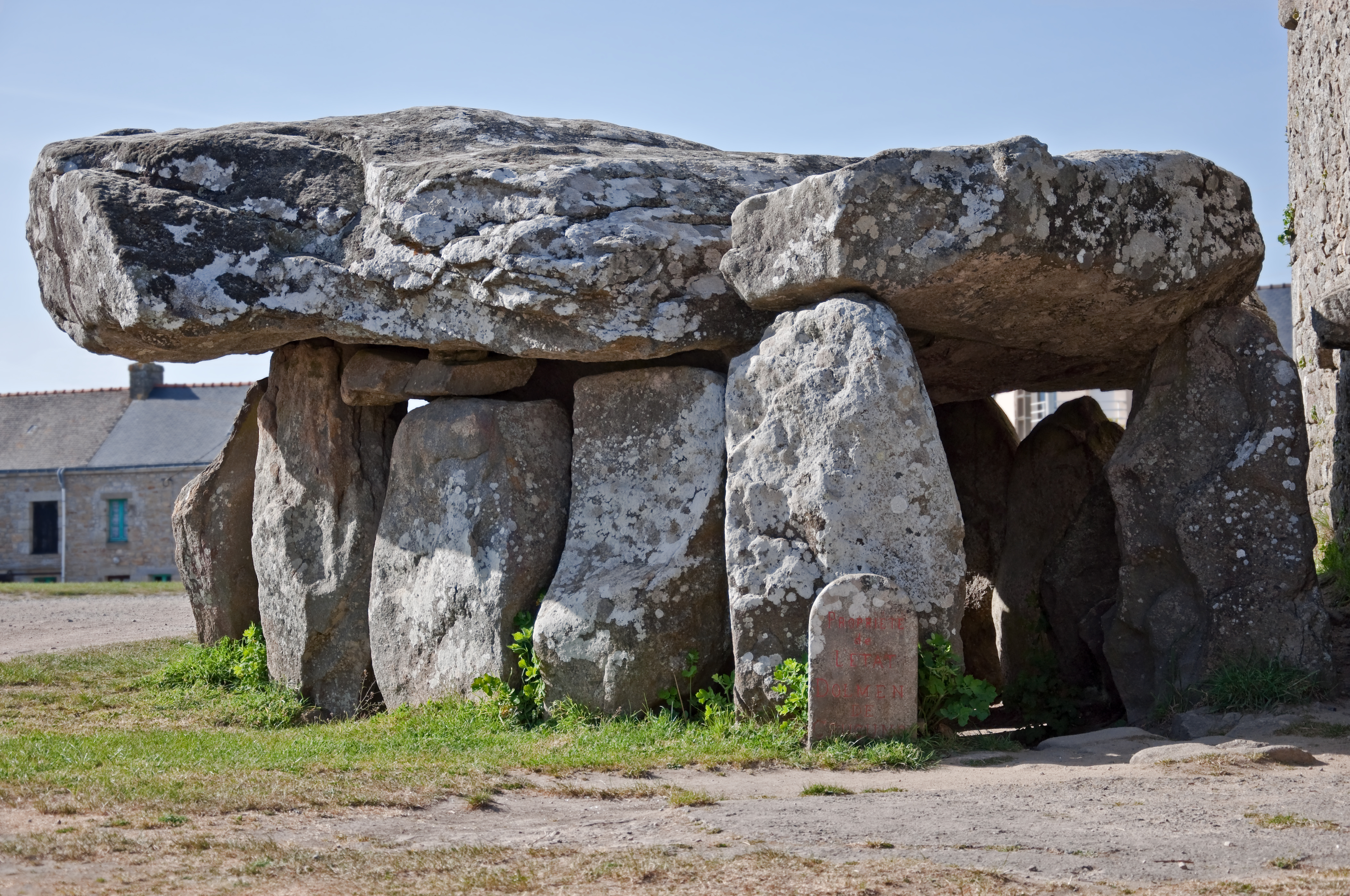
Dolmen von Crucuno

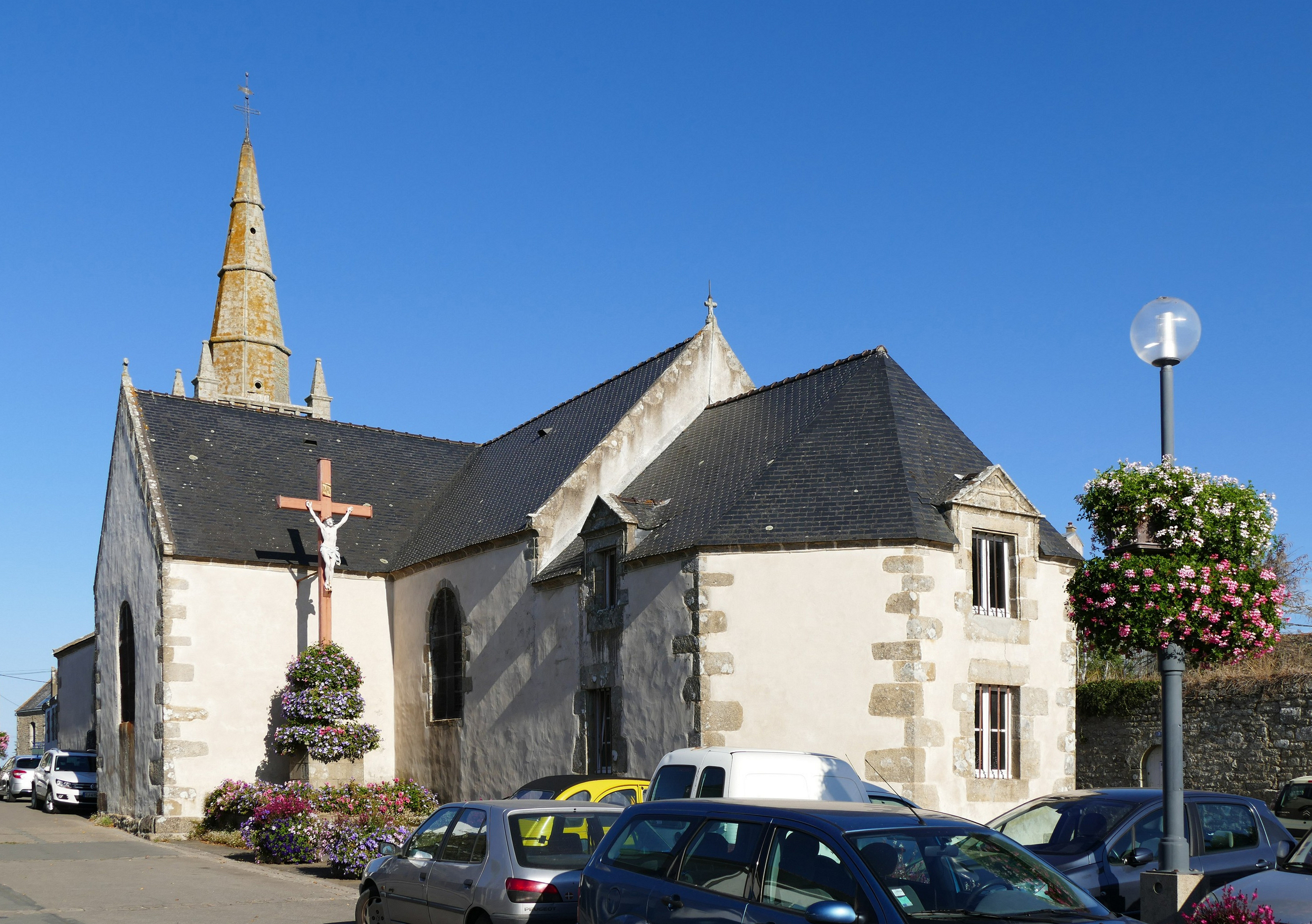
Église Saint-Armel

## Persönlichkeiten
- François Person (1890–1938), römisch-katholischer Priester, Apostolischer Vikar der Elfenbeinküste